# Dominanta (statystyka)
Dominanta (wartość modalna, moda, wartość najczęstsza) – jedna z miar tendencji centralnej, statystyka dla zmiennych o rozkładzie dyskretnym, wskazująca na wartość o największym prawdopodobieństwie wystąpienia, lub wartość najczęściej występującą w próbie. Dla zmiennej losowej o rozkładzie ciągłym jest to argument, dla którego funkcja gęstości prawdopodobieństwa ma wartość największą.
Dominantą, w sensie szkolnym, nazywamy wartość występującą w danym zbiorze najczęściej.
Należy pamiętać, że dominantą może być więcej niż jedna wartość (np. w zestawie 2, 3, 3, 4, 5, 5, 7 dominantami są 3 i 5).

## Przykład 1
Dana jest zmienna losowa, która przyjmuje pięć wartości z pewnymi prawdopodobieństwami
| Wartość | Prawdopodobieństwo |
| 1       | 0,2                |
| 2       | 0,3                |
| 3       | 0,1                |
| 4       | 0,11               |
| 5       | 0,29               |

Wartość modalna dla tego rozkładu wynosi 2, ponieważ jest tam największe prawdopodobieństwo.

## Przykład 2
Dla zestawu wartości {7, 8, 8, 9, 10, 10, 11} również da się określić wartości dominanty. Należy znaleźć element, który występuje najczęściej – jeśli jest ich wiele, wszystkie są dominantami. W tym przypadku wartości: 8 i 10 występują równie często (najczęściej w zestawie).

## Zastosowania
Dominanta może być szczególnie użyteczna, gdy wartości zmiennej obserwowanej nie są liczbowe a opisowe – co uniemożliwia (bez przypisania wartości liczbowych) zastosowania m.in. mediany czy średniej arytmetycznej.
- w zbiorze {jabłko, gruszka, jabłko, pomarańcza, gruszka, banan, jabłko} dominantą jest jabłko;
- w klasie jest 5 brunetek, 3 blondynki i 4 szatynki – dominantą jest brunetka.

Dominanta jest często wykorzystywana w zagadnieniach społecznych czy ekonomicznych np. przy analizowaniu zagadnień płacowych, gdyż w niektórych przypadkach lepiej od powszechnie stosowanego średniego wynagrodzenia oddaje strukturę wynagrodzeń.

Np. w sklepie pracuje 5 osób: kierownik z wynagrodzeniem 10000 zł; zastępca 7000 zł i trzech sprzedawców po 1000 zł – średnie wynagrodzenie to 4 tysiące, a najczęstsze (dominanta) to 1000 złotych.

## Porównanie średnia arytmetyczna – mediana – dominanta
| Rodzaj               | Definicja | Wartości            | Wynik |
| -------------------- | --- | ------------------- | ----- |
| Średnia arytmetyczna | Suma wartości podzielona przez liczbę elementów: {\displaystyle \textstyle {\overline {x}}={\frac {1}{n}}\sum _{i=1}^{n}x_{i}} | (1+2+2+3+4+7+9) / 7 | 4     |
| Mediana              | Wartość środkowa w rosnącym ciągu elementów (zbiorze danych)                                                                   | 1, 2, 2, 3, 4, 7, 9 | 3     |
| Dominanta            | Najczęstsza (dominująca) wartość w zbiorze danych                                                                              | 1, 2, 2, 3, 4, 7, 9 | 2     |